# Charles Oliveira
Charles Oliveira da Silva (Guarujá, São Paulo, 17 de octubre de 1989) es un artista marcial mixto brasileño que actualmente compite en la categoría de peso ligero de Ultimate Fighting Championship (UFC), donde ha sido Campeón Mundial de Peso Ligero de UFC con una defensa. Apodado Do Bronx, ostenta múltiples récords en la historia de UFC; la mayor cantidad de victorias por sumisión (16), la mayor cantidad de finalizaciones (20) y la mayor cantidad de bonos post-pelea (19). Desde el 1 de julio de 2025, está en la posición #3 del ranking de peso ligero y en la posición #15 del ranking libra por libra de UFC.

## Biografía
Oliveira nació en Guarujá, São Paulo, Brasil y comenzó a entrenar en jiu-jitsu brasileño a la edad de 12 años, ganando su primer título importante como cinturón blanco en 2003.

## Carrera en artes marciales mixtas

### Ultimate Fighting Championship
En enero de 2010, Oliveira fue nombrado como el tercer mejor prospecto brasileño para seguir en 2010, según Sherdog.
Oliveira luego firmó con el UFC e hizo su debut contra Darren Elkins. Ganó la pelea por sumisión tras 41 segundos de la primera ronda. Tras el combate, recibió el premio a la Sumisión de la Noche.
Oliveira peleó después contra Efraín Escudero en UFC Fight Night 22, reemplazando a Matt Wiman por lesión. La pelea, que sirvió como evento coestelar, se convertiría en una pelea de peso acordado después de que Escudero pesara 159 libras. Oliveira derrotó a Escudero en el tercer asalto por sumisión, recibiendo su segundo premio a la Sumisión de la Noche.
Oliveira se enfrentó a Jim Miller el 11 de diciembre de 2010 en UFC 124. Oliveira fue sometido rápidamente en la primera ronda. Esto marcó la primera derrota de su carrera.
Oliveira se enfrentó a Nik Lentz el 26 de junio de 2011 en UFC Live: Kongo vs. Barry. La pelea terminó en la segunda ronda después de que Oliveira golpeara a Lentz con un rodillazo ilegal que pasó inadvertido para el árbitro y sometió a Lentz a través de un estrangulamiento trasero. Sin embargo, después de revisar el incidente, la Comisión Atlética del Estado de Pensilvania anuló el resultado y lo declaró nulo. Ambos peleadores recibieron el premio a la Pelea de la Noche.
Se esperaba que Oliveira se enfrentara a Joe Lauzon el 19 de noviembre de 2011 en UFC 138. Sin embargo, Oliveira se enfrentó a Donald Cerrone el 14 de agosto de 2011 en UFC en Versus 5, reemplazando a Paul Taylor. Perdió la pelea por TKO al minuto 3:01 de la primera ronda. Su entrenador declaró que después de obtener 0-2-1 NC en sus últimas 3 peleas planearía bajar a la división de peso pluma.
Oliveira se enfrentó a Eric Wisely en una pelea de peso pluma el 28 de enero de 2012 en UFC on Fox: Evans vs. Davis. Oliveira ganó la pelea a través de sumisión en la primera ronda.
Oliveira se enfrentó a Jonathan Brookins el 1 de junio de 2012 en la final de The Ultimate Fighter 15. Ganó la pelea por sumisión en la segunda ronda.
Oliveira se enfrentó a Cub Swanson el 22 de septiembre de 2012 en UFC 152. Al comienzo de la primera ronda, Swanson golpeó a Oliveira con golpes al cuerpo, que aparentemente lastimaron a Oliveira. Swanson lo siguió con una gran derecha, enviando a Oliveira a la lona y obteniendo una victoria por KO.
Oliveira se enfrentó a Frankie Edgar el 6 de julio de 2013 en UFC 162, perdiendo por decisión unánime. Ambos peleadores recibieron el premio de Pelea de la Noche por su actuación.
Oliveira se enfrentó a Andy Ogle el 15 de febrero de 2014 en UFC Fight Night 36. Ganó la pelea por sumisión en la tercera ronda. Tras el combate, recibió el premio a la Actuación de la Noche.
Oliveira se enfrentó a Hatsu Hioki el 28 de junio de 2014 en UFC Fight Night 43. Ganó la pelea por sumisión, convirtiéndose en el primer hombre en finalizar a Hioki.
Oliveira se enfrentó a Jeremy Stephens el 12 de diciembre de 2014 en la final de The Ultimate Fighter 20. Ganó la pelea por decisión unánime.
Oliveira finalmente se enfrentó a Nik Lentz en una revancha el 30 de mayo de 2015 en UFC Fight Night 67. Ganó la pelea por sumisión en la tercera ronda. Tras el combate, recibió los premios a la Actuación de la Noche y a la Pelea de la Noche.
Oliveira se enfrentó a Max Holloway el 23 de agosto de 2015 en UFC Fight Night: Holloway vs. Oliveira. Perdió la pelea por TKO en la primera ronda, después de sufrir una lesión aparente en el cuello/hombro mientras intentaba un derribo, y fue incapaz de continuar. La lesión se describió más tarde como un micro desgarro en su esófago, aunque Oliveira fue dado de alta de un hospital de Saskatoon al día siguiente y resultó negativa para lesiones mayores de pecho, cuello y/o garganta. Más tarde confirmó que sufrió una lesión menor en el cuello, relacionada con una lesión previa de su campo de entrenamiento.
Oliveira se enfrentó a Myles Jury el 19 de diciembre de 2015 en UFC on Fox 17. En el período previo a la pelea, Oliveira perdió peso (tercera vez en su carrera en UFC) para la pelea y posteriormente el combate se llevó a cabo en un peso acordado. Ganó la pelea por sumisión en la primera ronda.
Oliveira se enfrentó a Anthony Pettis el 27 de agosto de 2016 en UFC on Fox 21. Pettis sometió a Oliveira en la tercera ronda para llevarse la victoria por sumisión.
Oliveira se enfrentó a Ricardo Lamas el 5 de noviembre de 2016 en la final de The Ultimate Fighter Latin America 3. La pelea fue disputada en un peso acordado de 155 libras, ya que Oliveira perdió peso por casi 10 libras. Lamas ganó la pelea por sumisión en la segunda ronda.

#### 2017
Oliveira enfrentó a Will Brooks en una pelea de peso ligero el 8 de abril de 2017, en UFC 210. Ganó la pelea por sumisión (rear-naked choke) en el primer asalto. Esta victoria lo hizo merecedor de su cuarto premio de Actuación de la Noche.
Oliveira enfrentó a Paul Felder el 2 de diciembre de 2017, en UFC 218. Perdió la pelea por TKO en el segundo asalto.

#### 2018
En 2018, se unió al Chute Boxe Diego Lima en São Paulo. De acuerdo a él, su gimnasio anterior Macaco Gold Team (liderado por Jorge "Macaco" Patino) estaba principalmente enfocado en BJJ con un striking complementario, aunque se sentía confiado en sus habilidades en la lona, sentía que necesitaba mejorar su juego de pie. Patino sigue siendo su entrenador de BJJ pero ahora se complementa con el agresivo estilo de Muay Thai de Chute Boxe.
Oliveira enfrentó a Clay Guida el 9 de junio de 2018, en UFC 225, reemplazando a un lesionado Bobby Green. Ganó la pelea por sumisión (guillotine choke) en el primer asalto. Esta victoria lo hizo merecedor de su quinto premio de Actuación de la Noche.
Oliveira enfrentó a Christos Giagos el 22 de septiembre de 2018, en UFC Fight Night 137. Ganó la pelea por sumisión en el segundo asalto. Con esta victoria, Oliveira sobrepasó a Royce Gracie por la mayor cantidad de victorias por sumisión (11) en la historia de UFC. Esta victoria lo hizo merecedor de su sexto premio de Actuación de la Noches.
Oliveira enfrentó a Jim Miller en una revancha el 15 de diciembre de 2018, en UFC on Fox 31. Ganó la pelea por sumisión (rear-naked choke) en el primer asalto. Esta victoria lo hizo merecedor de su séptimo premio de Actuación de la Noche (estableciendo un nuevo récord), y extendiendo el récord por la mayor cantidad de victorias por sumisión en la historia de UFC con 12.

#### 2019
Oliveira enfrentó a David Teymur el 2 de febrero de 2019, en UFC Fight Night 144. Ganó la pelea por sumisión (anaconda choke) en el segundo asalto. Con esta victoria, Oliveira extendió el récord por la mayor cantidad de victorias por sumisión en la historia de UFC con 13. Esta victoria lo hizo merecedor de su octavo premio de Actuación de la Noche.
Como la primera pelea de su nuevo contrato de cinco peleas, tuvo una trilogía con Nik Lentz el 18 de mayo de 2019, en UFC Fight Night 152. Oliveira ganó la pelea por TKO en el segundo asalto.
Oliveira, reemplazando a Leonardo Santos, enfrentó a Jared Gordon el 16 de noviembre de 2019, en UFC Fight Night 164. Oliveira ganó la pelea por KO en el primer asalto. Esta victoria lo hizo merecedor de su noveno premio de Actuación de la Noche.

#### 2020
En enero de 2020, compitió en una súper pelea de grappling en el evento SFT 20 contra Lucas Barros de Demian Maia Jiu-Jitsu. Oliveira y Barros compitieron con gi en jaula bajo reglas de IBJJF. Oliveira ganó la pelea por decisión.
Oliveira enfrentó a Kevin Lee el 14 de marzo de 2020, en el evento estelar de UFC Fight Night 170. En el pesaje, Lee pesó 158.5 libras, 2.5 libras sobre el límite de peso ligero de 156 libras. Lee fue multado con el 20% de su bolsa y la pelea con Oliveira continuó en un peso pactado. Oliveira ganó la pelea por sumisión (guillotine choke) en el tercer asalto. Esta victoria lo hizo merecedor de su décimo premio de Actuación de la Noche. Con esta victoria, Oliveira extendió su récord por la mayor cantidad de victorias por sumisión en la historia de UFC con 14, moviéndose al segundo lugar en términos de bonos recibidos con 16, y extendiendo su racha de victorias a 7, lo que marcó la racha activa de finalizaciones más larga en ese momento y empató a Donald Cerrone con la mayor cantidad de finalizaciones en la historia de UFC.
Oliveira estaba programado para enfrentar a Beneil Dariush el 4 de octubre de 2020, en UFC on ESPN: Holm vs. Aldana Sin embargo, Oliveira se retiró de la pelea a principios de septiembre por razones no reveladas.
Oliveira enfrentó a Tony Ferguson el 12 de diciembre de 2020, en la coestelar de UFC 256. Oliveira ganó la pelea por decisión unánime. Fue su primera victoria por decisión desde su pelea contra Jeremy Stephens en 2014.

#### Campeonato Mundial de Peso Ligero de UFC

##### 2021
Oliveira enfrentó al tres veces Campeón Mundial de Peso Ligero de Bellator Michael Chandler por el Campeonato Vacante de Peso Ligero de UFC, luego del retiro dell campeón Khabib Nurmagomedov, encabezando UFC 262 el 15 de mayo de 2021. Oliveira ganó la pelea por TKO en el segundo asalto para convertirse en el nuevo Campeón Mundial de Peso Ligero de UFC. Con esta victoria por KO, Oliveira rompió otro récord, estableciendo el récord por mayor cantidad de finalizaciones en la historia de UFC. Esta victoria lo hizo merecedor de su undécimo premio de Actuación de la Noche.
Oliveira hizo su primera defensa titular contra el ex-Campeón Interino de Peso Ligero de UFC Dustin Poirier el 11 de diciembre de 2021, en UFC 269. Oliveira ganó la pelea por sumisión (standing rear-naked choke) en el tercer asalto. Esta victoria lo hizo merecedor de su duodécimo premio de Actuación de la Noche, estableciendo un nuevo récord para la compañía.

##### 2022
Oliveira estaba para hacer su segunda defensa titular contra otro ex-Campeón Interino de Peso Ligero de UFC Justin Gaethje el 7 de mayo de 2022, en UFC 274. En el pesaje, Oliveira pesó 155.5 libras, media sobre el límite titular. Por consecuencia, antes de la pelea, Oliveira fue oficialmente despojado del campeonato, y sólo Gaethje elegible para ganar el título. Esta fue la primera vez en la historia de UFC que un título fue dejado vacante por no dar el peso. Oliveira ganó la pelea por sumisión (rear-naked choke) en el primer asalto, y fue declarado el contendiente número uno por el Campeonato de Peso Ligero de UFC. Esta victoria lo hizo merecedor del tercer premio de "Fan Bonus of the Night" de Crypto.com.
Oliveira enfrentó a Islam Makhachev por el Campeonato Vacante de Peso Ligero de UFC el 22 de octubre de 2022, en UFC 280. A pesar de no ser el campeón, White declaró que "piensa" que Oliveira recibirá puntos de pago por ver para UFC 280. Oliveira perdió la pelea por sumisión (arm-triangle choke) en el segundo asalto.

#### 2023
Oliveira estaba programado para enfrentar a Beneil Dariush el 6 de mayo de 2023, en UFC 288. Sin embargo, Oliveira fue forzado a retirarse del evento por una lesión y la pelea fue pospuesta para el 10 de junio de 2023, en UFC 289. Ganó la pelea por TKO en el primer asalto. Esta victoria lo hizo merecedor de su décimo tercer premio de Actuación de la Noche.
Oliveira estaba programado para enfrentar a Islam Makhachev en una revancha por el Campeonato Mundial de Peso Ligero de UFC el 21 de octubre de 2023, en UFC 294. Sin embargo, Oliveira fue obligado a retirarse de la pelea por una lesión once días antes del evento y fue reemplazado por Alexander Volkanovski.

#### 2024
OIiveira enfrentó a Arman Tsarukyan en una eliminatoria titular el 13 de abril de 2024, en UFC 300. Perdió la pelea por decisión dividida.
Oliveira está programado para enfrentar al tres veces ex-Campeón Mundial de Peso Ligero de Bellator y ex-retador titular Michael Chandler en una revancha de cinco asaltos el 16 de noviembre de 2024, en UFC 309.Ganó la pelea por decisión unánime.
2025
Oliveira se enfrentó a Ilia Topuria el 28 de junio de 2025 en UFC 317 por el campeonato del Peso Ligero que Islam Makhachev dejó vacante. Oliveira perdió por KO en el primer asalto.

## Carrera de Jiu jitsu Brasileño
En 2004, Oliveira ganó por segunda vez el campeonato de São Paulo, la Copa Nação Jiu-Jitsu en 2005 y en 2006 ganó un total de 16 medallas. En 2007, como cinturón azul se convirtió en dos veces Campeón Mundial CBJJE , ganando plata al año siguiente como cinturón morado y convirtiéndose en Campeón Sudamericano CBJJE 2008. Oliveira recibió todos sus cinturones de manos de Coelho hasta el rango marrón. 
En 2007 comenzó a orientar su carrera para centrarse en las MMA. Obtuvo su cinturón negro en jiu-jitsu brasileño con Ericson Cardoso y Jorge "Macaco" Patiño en 2010. 
En enero de 2020, Oliveira peleó una superpelea de lucha en el evento de MMA SFT 20 contra Lucas Barros de Demian Maia Jiu-Jitsu. Oliveira y Barros pelearon con un gi de jiu-jitsu en una jaula bajo las reglas de la IBJJF . Charles ganó por decisión. 
Oliveira fue reservado para competir contra Cristiano Souza en el evento principal de Gold Talents BJJ 2 el 6 de agosto de 2023. 
Su compañero veterano de UFC, Renan Barão, anunció en julio de 2023 que tenía organizada una pelea de lucha con Oliveira para un futuro evento de BJJ Stars.

## Vida personal
Oliveira y su esposa tienen una hija, nacida en 2017. Vive en Guarujá, cerca de su viejo barrio de Vicente de Carvalho, y ayuda a su barrio con caridad de manera regular. Oliveira es Cristiano. Oliveira era miope, y usaba gafas todo el tiempo. Sobre tener que quitarse las gafas para pelear, expresó, "Si me quito las gafas, sólo veo el 50 por ciento pero nunca me estorbó en una pelea", "Veo tres [caras]. Si golpeo la del medio, todo estará bien". En octubre de 2022, Oliveira dijo que sus ojos estaban "100 por ciento perfectos" luego de tener una cirugía refractiva.

## Apodo
Su apodo "do Bronx," significa literalmente "de Bronx", ya que "Bronx" es una jerga usada para referirse a las favelas y los barrios pobres. En una entrevista reveló: "Bronx es porque es una favela. Muestra de donde soy. "Do Bronx" viene de cuando fui a un torneo amateur. Y me dijeron que consiguiera un apodo, sólo era Charles Oliveira. Cuando iba a competir a campeonatos de jiu-jitsu, siempre decían 'mira a los tipos de the Bronx, de la favela'. Así que me puse "do Bronx"".

## Linaje de instrucción

### Jiu-jitsu brasileño
Kanō Jigorō → Mitsuyo Maeda → Carlos Gracie → Hélio Gracie → Rickson Gracie → Marcelo Behring → Waldomiro Perez → Jorge Patino → Charles Oliveira

## Campeonatos y logros

### Jiu-jitsu brasileño
Principales logros (Cinturones de colores):
- Campeonato Sudamericano de CBJJE (2008 cinturón morado)
- Campeonato Mundial de CBJJE (2007 cinturón azul[92])
- Campeonato Estatal de São Paulo de FPJJ (2007 cinturón azul)
- Segundo Lugar en la Copa Mundial de CBJJE (2008 cinturón morado)

### Artes marciales mixtas
- Ultimate Fighting Championship
  - Campeonato Mundial de Peso Ligero de UFC (Una vez)
    - Una defensa titular exitosa

  - Pelea de la Noche (Tres veces) vs. Nik Lentz (2) y Frankie Edgar 
  - Actuación de la Noche (Trece veces) vs. Andy Ogle, Hatsu Hioki, Nik Lentz, Will Brooks, Clay Guida, Christos Giagos, Jim Miller, David Teymur, Jared Gordon, Kevin Lee, Michael Chandler y Dustin Poirier y Beneil Dariush[93][94][75]
    - Mayor cantidad de bonos de Actuación de la Noche en la historia de UFC (13)[95]

  - Sumisión de la Noche (Tres veces vs. Darren Elkins, Efraín Escudero y Eric Wisely
  - Sumision del Año (2014) vs. Hatsu Hioki 
  - Mayor cantidad de finalizaciones en la historia de UFC (20)[96]
  - Mayor cantidad de victorias por sumisión en la historia de UFC (16)[97]
  - Mayor cantidad de victorias por sumisión en la historia de la división de peso ligero de UFC (10)[95]
  - Mayor cantidad de victorias por sumisión en la historia de la división de peso pluma de UFC (6)[95]
  - Mayor cantidad de bonos post-pelea en la historia de UFC (19)
  - Empatado (con Demian Maia) por la cuarta mayor cantidad de victorias en la historia de UFC (22)
  - Segundo con la mayor cantidad de finalizaciones en la historia de la división de peso ligero de UFC (14)[98]
  - Empatado (con Islam Makhachev) por la tercera racha de victorias más larga en la historia de la división de peso ligero de UFC (11)[98]
  - Segundo con la mayor cantidad de intentos de sumisión en la historia de UFC (40)
- Predator FC
  - Welterweight Grand Prix Champion
- Cageside Press
  - Comeback del Año 2021 (empatado con Sergio Pettis) vs. Michael Chandler[99]
- Daily Mirror
  - Peleador del Año 2021[100]
- MMAJunkie.com
  - Sumisión del Mes de febrero de 2014 vs. Andy Ogle[101]
  - Sumisión del Mes de mayo de 2015 vs. Nik Lentz[102]
  - Sumisión del Mes de marzo de 2020 vs. Kevin Lee[103]
  - Sumisión del Mes de mayo de 2021 vs. Michael Chandler[104]
  - Sumisión del Mes de mayo de 2022 vs. Justin Gaethje[105]
- MMAMania.com
  - Sumisión del Año 2014 vs. Hatsu Hioki[106]
- Sherdog.com
  - Sumisión del Año 2014 vs. Hatsu Hioki[107]
  - Peleador del Año 2021[108]
- World MMA Awards
  - Comeback del Año 2021vs. Michael Chandler en UFC 262[109]
  - Sumisión del Año 2022 vs. Dustin Poirier en UFC 269[110]
- ESPY Award
  - Peleador del Año 2022[111]
- ESPN
  - Sumisión del Año 2022 vs. Justin Gaethje[112]

## Récord en artes marciales mixtas
| Récord profesional | Récord profesional | Récord profesional |
| 46 peleas          | 35 victorias       | 11 derrotas        |
| ------------------ | ------------------ | ------------------ |
| Nocaut             | 10                 | 5                  |
| Sumisión           | 21                 | 4                  |
| Decisión           | 4                  | 2                  |
| Sin resultado      | 1                  | 1                  |

| Resultado     | Récord    | Oponente          | Método                              | Evento                                                              | Fecha                    | Ronda | Tiempo | Localización                | Notas |
| ------------- | --------- | ----------------- | ----------------------------------- | ------------------------------------------------------------------- | ------------------------ | ----- | ------ | --------------------------- | --- |
| Derrota       | 35-11 (1) | Ilia Topuria      | KO (puñetazo)                       | UFC 317                                                             | 28 de junio de 2025      | 1     | 2:27   | Las Vegas, Nevada           | Por el Campeonato Vacante de Peso Ligero de UFC. |
| Victoria      | 35–10 (1) | Michael Chandler  | Decisión (unánime)                  | UFC 309                                                             | 17 de noviembre de 2024  | 5     | 5:00   | Nueva York, Nueva York      | Pelea de la noche. |
| Derrota       | 34–10 (1) | Arman Tsarukyan   | Decisión (dividida)                 | UFC 300                                                             | 13 de abril de 2024      | 3     | 5:00   | Las Vegas, Nevada           | |
| Victoria      | 34–9 (1)  | Beneil Dariush    | TKO (golpes)                        | UFC 289                                                             | 10 de junio de 2023      | 1     | 4:10   | Vancouver                   | Extendió el récord por la mayor cantidad de finalizaciones en la historia de UFC (20). Actuación de la Noche. Rompió el récord por la mayor cantidad de bonos post-pelea en la historia de UFC (19).                                               |
| Derrota       | 33–9 (1)  | Islam Makhachev   | Sumisión (arm-triangle choke)       | UFC 280                                                             | 22 de octubre de 2022    | 2     | 3:16   | Abu Dhabi                   | Por el Campeonato Vacante de Peso Ligero de UFC. |
| Victoria      | 33–8 (1)  | Justin Gaethje    | Sumisión (rear naked choke)         | UFC 274                                                             | 8 de mayo de 2022        | 1     | 3:22   | Phoenix, Arizona            | Oliveira no dio el peso (155.5 lbs) y fue despojado del Campeonato de Peso Ligero de UFC. Solo Gaethje era elegible para ganar el título. Extendió el récord por la mayor cantidad de finalizaciones (19) y sumisiones (16) en la historia de UFC. |
| Victoria      | 32–8 (1)  | Dustin Poirier    | Sumisión (rear naked choke)         | UFC 269                                                             | 11 de diciembre de 2021  | 3     | 1:02   | Las Vegas, Nevada           | Defendió el Campeonato de Peso Ligero de UFC. Extiendió el récord por la mayor cantidad de victorias por sumisión en la historia de UFC (15). Actuación de la Noche.                                                                               |
| Victoria      | 31–8 (1)  | Michael Chandler  | TKO (golpes)                        | UFC 262                                                             | 15 de mayo de 2021       | 2     | 0:19   | Houston, Texas              | Ganó el Campeonato Vacante de Peso Ligero de UFC. Actuación de la Noche.. |
| Victoria      | 30–8 (1)  | Tony Ferguson     | Decisión (unánime)                  | UFC 256                                                             | 12 de diciembre de 2020  | 3     | 5:00   | Las Vegas, Nevada           | |
| Victoria      | 29–8 (1)  | Kevin Lee         | Sumisión (guillotine choke)         | UFC Fight Night: Lee vs. Oliveira                                   | 14 de marzo de 2020      | 3     | 0:28   | Brasília                    | Extiendió el récord por la mayor cantidad de victorias por sumisión en la historia de UFC (14). |
| Victoria      | 28–8 (1)  | Jared Gordon      | KO (golpes)                         | UFC Fight Night: Błachowicz vs. Jacaré                              | 16 de noviembre de 2019  | 1     | 1:26   | Sao Paulo                   | |
| Victoria      | 27–8 (1)  | Nik Lentz         | TKO (golpes)                        | UFC Fight Night: dos Anjos vs. Lee                                  | 18 de mayo de 2019       | 2     | 2:11   | Rochester, Nueva York       | |
| Victoria      | 26–8 (1)  | David Teymur      | Sumisión (anaconda Choke)           | UFC Fight Night: Assunção vs. Moraes 2                              | 2 de febrero de 2019     | 2     | 0:55   | Fortaleza                   | Extiendió el récord por la mayor cantidad de victorias por sumisión en la historia de UFC (13). Actuación de la Noche. |
| Victoria      | 25–8 (1)  | Jim Miller        | Sumisión (rear-naked choke)         | UFC on Fox: Lee vs. Iaquinta 2                                      | 15 de diciembre de 2018  | 1     | 1:15   | Milwaukee, Wisconsin        | Extiendió el récord por la mayor cantidad de victorias por sumisión en la historia de UFC (12). Actuación de la Noche. |
| Victoria      | 24–8 (1)  | Christos Giagos   | Sumisión (rear-naked choke)         | UFC Fight Night: Santos vs. Anders                                  | 22 de septiembre de 2018 | 2     | 3:22   | São Paulo                   | Rompió el récord por la mayor cantidad de victorias por sumisión en la historia de UFC (11). Actuación de la Noche. |
| Victoria      | 23–8 (1)  | Clay Guida        | Sumisión (guillotine choke)         | UFC 225                                                             | 9 de junio de 2018       | 1     | 2:18   | Chicago, Illinois           | Actuación de la Noche. |
| Derrota       | 22–8 (1)  | Paul Felder       | TKO (codazos)                       | UFC 218                                                             | 2 de diciembre de 2017   | 2     | 0:57   | Detroit, Mochigan           | |
| Victoria      | 22–7 (1)  | Will Brooks       | Sumisión (rear-naked choke)         | UFC 210                                                             | 8 de abril de 2017       | 1     | 2:30   | Buffalo, Nueva York         | Regreso a peso ligero. Actuación de la Noche. |
| Derrota       | 21–7 (1)  | Ricardo Lamas     | Sumisión (guillotine choke)         | The Ultimate Fighter Latin America 3 Finale: dos Anjos vs. Ferguson | 5 de noviembre de 2016   | 2     | 2:13   | Ciudad de México            | Pelea en peso pactado (155 lbs); Oliveira no dio el peso. |
| Derrota       | 21–6 (1)  | Anthony Pettis    | Sumisión (guillotine choke)         | UFC on Fox: Maia vs. Condit                                         | 27 de agosto de 2016     | 3     | 1:49   | Vancouver, British Columbia | |
| Victoria      | 21–5 (1)  | Myles Jury        | Sumisión (guillotine choke)         | UFC on Fox: dos Anjos vs. Cerrone 2                                 | 19 de diciembre de 2015  | 1     | 3:05   | Orlando, Florida            | Pelea en peso pactado (150.5 lbs); Oliveira no dio el peso. |
| Derrota       | 20–5 (1)  | Max Holloway      | TKO (lesión en el cuello)           | UFC Fight Night: Holloway vs. Oliveira                              | 23 de agosto de 2015     | 1     | 1:39   | Saskatoon, Saskatchewan     | |
| Victoria      | 20–4 (1)  | Nik Lentz         | Sumisión (guillotine choke)         | UFC Fight Night: Condit vs. Alves                                   | 30 de mayo de 2015       | 3     | 1:10   | Goiânia                     | Actuación de la Noche. Pelea de la Noche. |
| Victoria      | 19–4 (1)  | Jeremy Stephens   | Decisión (unánime)                  | The Ultimate Fighter: A Champion Will Be Crowned Finale             | 12 de diciembre de 2014  | 3     | 5:00   | Las Vegas, Nevada           | Pelea en peso pactado (146.5 lbs); Oliveira no dio el peso. |
| Victoria      | 18–4 (1)  | Hatsu Hioki       | Sumisión (anaconda choke)           | UFC Fight Night: Te Huna vs. Marquardt                              | 28 de junio de 2014      | 2     | 4:28   | Auckland                    | Actuación de la Noche. |
| Victoria      | 17–4 (1)  | Andy Ogle         | Sumisión (triangle choke)           | UFC Fight Night: Machida vs. Mousasi                                | 15 de febrero de 2014    | 3     | 2:40   | Jaraguá do Sul              | Actuación de la Noche. |
| Derrota       | 16–4 (1)  | Frankie Edgar     | Decisión (unánime)                  | UFC 162                                                             | 6 de julio de 2013       | 3     | 5:00   | Las Vegas, Nevada           | Pelea de la Noche. |
| Derrota       | 16–3 (1)  | Cub Swanson       | KO (golpe)                          | UFC 152                                                             | 22 de septiembre de 2012 | 1     | 2:40   | Toronto, Ontario            | Pelea en peso pactado (146.2 lbs); Oliveira no dio el peso. |
| Victoria      | 16–2 (1)  | Jonathan Brookins | Sumisión (anaconda choke)           | The Ultimate Fighter: Live Finale                                   | 1 de junio de 2012       | 2     | 2:42   | Las Vegas, Nevada           | |
| Victoria      | 15–2 (1)  | Eric Wisely       | Sumisión (reverse calf slicer)      | UFC on Fox: Evans vs. Davis                                         | 28 de enero de 2012      | 1     | 1:43   | Chicago, Illinois           | Debut en el peso pluma. Sumisión de la Noche. |
| Derrota       | 14–2 (1)  | Donald Cerrone    | TKO (golpes)                        | UFC Live: Hardy vs. Lytle                                           | 14 de agosto de 2011     | 1     | 3:01   | Milwaukee, Wisconsin        | |
| Sin resultado | 14–1 (1)  | Nik Lentz         | Sin resultado (rodillazo ilegal)    | UFC Live: Kongo vs. Barry                                           | 26 de junio de 2011      | 2     | 1:48   | Pittsburgh, Pensilvania     | Originalmente una victoria por sumisión para Oliveira; anulado por un rodillazo ilegal. Pelea de la Noche. |
| Derrota       | 14–1      | Jim Miller        | Sumisión (kneebar)                  | UFC 124                                                             | 11 de diciembre de 2010  | 1     | 1:59   | Montreal                    | |
| Victoria      | 14–0      | Efraín Escudero   | Sumisión (rear-naked choke)         | UFC Fight Night: Marquardt vs. Palhares                             | 15 de septiembre de 2010 | 3     | 2:25   | Austin, Texas               | Pelea en peso pactado (159 lbs); Escudero no dio el peso. Sumisión de la Noche. |
| Victoria      | 13–0      | Darren Elkins     | Sumisión (armbar)                   | UFC Live: Jones vs. Matyushenko                                     | 1 de agosto de 2010      | 1     | 0:41   | San Diego, California       | Sumisión de la Noche. |
| Victoria      | 12–0      | Diego Bataglia    | KO (slam)                           | Warriors Challenge 5                                                | 14 de febrero de 2010    | 1     | N/A    | Porto Belo                  | |
| Victoria      | 11–0      | Rosenildo Rocha   | Sumisión (rear-naked choke)         | Warriors Challenge 5                                                | 14 de febrero de 2010    | 1     | 1:21   | Porto Belo                  | |
| Victoria      | 10–0      | Eduardo Pachu     | Decisión (dividida)                 | Eagle Fighting Championship                                         | 26 de septiembre de 2009 | 3     | 5:00   | São Paulo                   | |
| Victoria      | 9–0       | Alexandre Bezerra | Sumisión (anaconda choke)           | First Class Fight 3                                                 | 18 de septiembre de 2009 | 2     | 1:11   | São Paulo                   | |
| Victoria      | 8–0       | Dom Stanco        | Sumisión (rear-naked choke)         | Ring of Combat 24                                                   | 17 de abril de 2009      | 1     | 3:33   | Atlantic City, Nueva Jersey | |
| Victoria      | 7–0       | Carlos Soares     | Sumisión (inverted triangle armbar) | Jungle Fight 12: Warriors 2                                         | 21 de marzo de 2009      | 1     | 2:48   | Río de Janeiro              | |
| Victoria      | 6–0       | Elieni Silva      | TKO (rodillazo y golpes)            | Korea Fight 1                                                       | 29 de diciembre de 2008  | 2     | N/A    | São Paulo                   | |
| Victoria      | 5–0       | Daniel Fernandes  | KO (golpes)                         | Korea Fight 1                                                       | 29 de diciembre de 2008  | N/A   | N/A    | São Paulo                   | |
| Victoria      | 4–0       | Mehdi Baghdad     | TKO (golpes)                        | Kawai Arena 1                                                       | 13 de diciembre de 2008  | 1     | 1:01   | São Paulo                   | Debut en peso ligero. |
| Victoria      | 3–0       | Diego Braga       | TKO (golpes)                        | Predador FC 9: Welterweight Grand Prix                              | 15 de marzo de 2008      | 1     | 2:30   | São Paulo                   | Ganó el torneo del Grand Prix de Peso Wélter de PFC. |
| Victoria      | 2–0       | Viscardi Andrade  | TKO (golpes)                        | Predador FC 9: Welterweight Grand Prix                              | 15 de marzo de 2008      | 1     | 2:47   | São Paulo                   | Semifinal del Grand Prix de Peso Wélter de PFC. |
| Victoria      | 1–0       | Jackson Pontes    | Sumisión (rear-naked choke)         | Predador FC 9: Welterweight Grand Prix                              | 15 de marzo de 2008      | 1     | 2:11   | São Paulo                   | Cuarto de final del Grand Prix de Peso Wélter de PFC. |

## Peleas en Pay-per-view
| N.º | Evento  | Pelea                  | Fecha                   | Recinto          | Ciudad                           | Compras de PPV |
| --- | ------- | ---------------------- | ----------------------- | ---------------- | -------------------------------- | -------------- |
| 1.  | UFC 262 | Oliveira vs. Chandler  | 15 de mayo de 2021      | Toyota Center    | Houston, Texas, United States    | 300.000        |
| 2.  | UFC 269 | Oliveira vs. Poirier   | 11 de diciembre de 2021 | T-Mobile Arena   | Las Vegas, Nevada, United States | 500.000        |
| 3.  | UFC 274 | Oliveira vs. Gaethje   | 7 de mayo de 2022       | Footprint Center | Phoenix, Arizona, United States  | 400.000        |
| 4.  | UFC 280 | Oliveira vs. Makhachev | 22 de octubre de 2022   | Etihad Arena     | Abu Dabi, Emiratos Árabes Unidos | 650.000        |